# Óptica atmosférica

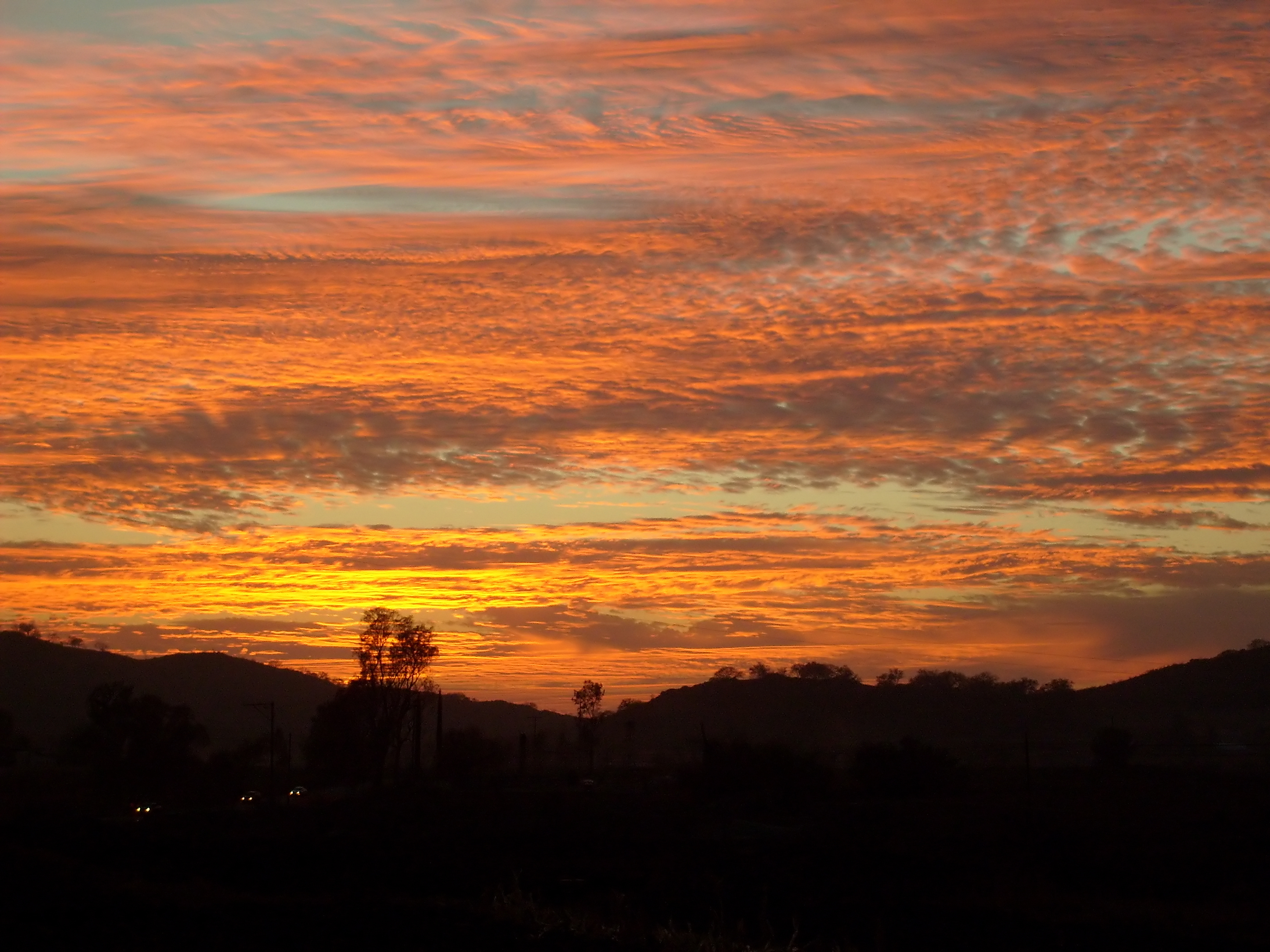
Um céu colorido é causado muitas vezes devido à dispersão das partículas da luz, como nesta fotografia de um pôr do sol durante os incêndios florestais na Califórnia em Outubro de 2007.

Óptica atmosférica lida com a forma como as propriedades óticas únicas da atmosfera terrestre causam uma vasta gama de espetaculares fenômenos ópticos. A cor azul do céu é uma consequência direta da dispersão de Rayleigh, que redireciona as ondas de maior frequência da luz solar, como o azul, de volta para o campo de visão do observador. Porque a luz azul é dispersa mais facilmente do que a luz vermelha, o Sol tem um tom avermelhado quando ele é observado através de uma atmosfera densa, como durante o nascer do sol ou opôr do sol. Partículas adicionais no céu podem dispersar cores diferentes em diferentes ângulos criando céus coloridos e brilhantes ao entardecer e ao amanhecer. Dispersão fora de cristais de gelo e outras partículas na atmosfera são responsáveis por halos, crepúsculos, coronas, raios de luz do sol, e o parélio. A variação desses tipos de fenômenos é devido aos diferentes tamanhos de partículas e formas geométricas.
Miragens são fenômenos óticos em que os raios de luz são dobrados devido a variações térmicas no índice de refração do ar, produzindo imagens deslocadas ou distorcidas de objetos distantes. Outro fenômeno ótico associado a este incluí o efeito da Nova Zembla , onde o sol parece subir mais cedo ou se por mais tarde do que o previsto com uma forma distorcida. Uma forma espetacular de refração ocorre com uma temperatura de inversão chamada Fata Morgana onde os objetos no horizonte, ou até mesmo além do horizonte, como ilhas, falésias, navios ou icebergues, aparecem alongados e elevados, como "castelos de contos de fadas".
Arco-íris são o resultado de uma combinação de reflexão interna, dispersão e refração da luz nas gotas de chuva. Porque o arco-íris é visto do lado oposto do sol no céu, o fenômeno é mais proeminentes quanto mais perto o sol está no horizonte, devido à sua maior distância.

## Tamanho do Sol e da Lua

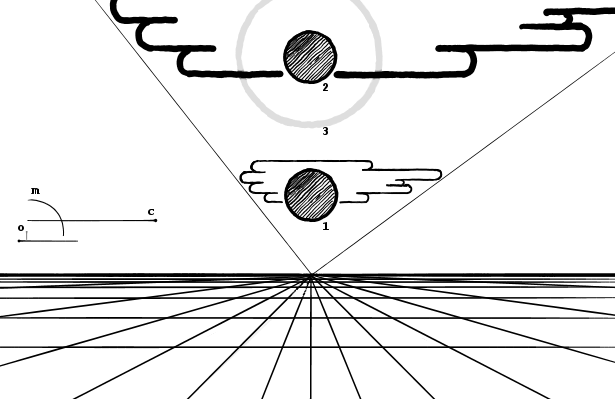
Comparação entre os tamanhos relativos da Lua e uma nuvem em diferentes pontos no céu

No Livro de Ótica (1011-1022 d.C.), Ibn al-Haytham argumentou que a visão ocorre no cérebro, e que a experiência pessoal tem um efeito sobre o que as pessoas veem e como veem, e que a visão e a perceção é subjetiva. Argumentando contra Ptolomeu índice de refração de uma teoria para a qual as pessoas percebem o Sol e a Lua maior no horizonte do que quando eles são mais altos no céu, ele redefiniu o problema em termos de perceção do alargamento, ao invés de real. Ele disse que a julgar a distância de um objeto depende de um ininterrupta sequência de corpos intervindo entre o objeto e o observador. Com a Lua, no entanto, não há intervenção de objetos. Portanto, desde que o tamanho de um objeto depende de sua distância entre ele e seu observador, que é neste caso imprecisa, a Lua parece maior no horizonte.

### Efeito Nova Zembla
O efeito Nova Zembla é uma miragem polar causada pela alta refração da luz solar entre atmosféricas termoclinas. O efeito dará a impressão de que o Sol está nascendo mais cedo ou pondo-se mais tarde do que deveria. Dependendo da situação meteorológica, o efeito apresentará o Sol como uma linha ou um quadrado (que é por vezes referido como o "sol retangular"), composto por formas de ampulhetas achatadas.

### Halo
Ver Halo (fenómeno óptico).
Um halo (também conhecido como uma auréola ou arco de gelo) é um fenómeno ótico produzido por cristais de gelo, criando arcos e manchas coloridas ou brancas no céu.
Muitos realmente estão próximos do Sol ou da Lua, porém outros podem estar à uma distância oposta no céu. Eles também podem se formar em torno de luzes artificiais em clima muito frio, quando os cristais de gelo (pó de diamante) estão suspensos no ar.
Existem muitos tipos de halos de gelo. Eles são produzidos pelos cristais de gelo em nuvens acima da troposfera, a uma altitude entre 5 km e 10 km. A forma particular e orientação dos cristais é responsável para o tipo de halo observado. A luz é refletida e refratada pelos cristais de gelo e podem ser divididas em comprimentos de onda (cores) devido à dispersão. Os cristais se comportam como prismas e espelhos, de refração e reflexão da luz solar, enviando raios de luz em direção às partículas. A variação de ângulo preferencial para formar halos são 22º e 46º, a partir dos cristais de gelo que os criam.

### Raios anticrepusculares
Raios anticrepusculares apesar de paralelos, na realidade, são por vezes visíveis no céu na direção oposta ao Sol. Eles parecem convergir, de novo, no horizonte distante.

## A refração atmosférica

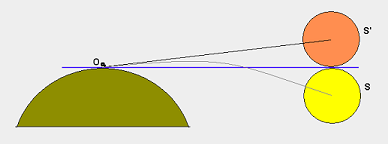
Diagrama mostrando o deslocamento da imagem do Sol ao amanhecer e se pôr.

A refração atmosférica influencia a posição aparente astronômica e terrestre de objetos, geralmente fazendo com que eles apareçam maiores do que eles realmente são. Por esta razão, os navegadores, os astrônomos e pesquisadores observaram as posições quando estes efeitos colaterais são mínimos. Os marinheiros marcam uma estrela quando ela está a 20°, ou mais, acima do horizonte. Os astrônomos tentam agendar observações quando um objeto está mais alto no céu, e topógrafos, tentam observar mais tarde, quando a refração é mínima.

## Referencias
1. ↑  C. D. Ahrens (1994). Meteorology Today: an introduction to weather, climate, and the environment 5th ed. [S.l.]: West Publishing Company. pp. 88–89. ISBN 0-314-02779-3
2. ↑  A. Young. «An Introduction to Mirages»
3. ↑  H. D. Young (1992). «34». University Physics 8e. [S.l.]: Addison-Wesley. ISBN 0-201-52981-5
4. ↑  Helen Ross, Cornelis Plug (2002).
5. ↑  JaapJan Zeeberg (2001). Climate and glacial history of the Novaya Zemlya archipelago, Russian Arctic: with notes on the region's history of exploration. [S.l.]: JaapJan Zeeberg. p. 149. ISBN 978-90-5170-563-8. Consultado em 2 de abril de 2011